# Старгард (станція)
Старгард (pl. Stargard)  — одна з найважливіших вузлових залізничних станцій на польському Помор'ї.
Є великим транспортним вузлом, має пасажирське сполучення з усіма воєводствами Польщі та маршрутів приміського сполучення в різних напрямках.
Налагоджено ритмічне міжнародне сполучення з Німеччиною, Росією, Білоруссю.
Оскільки Старгард є частиною т.зв. Щецинської агломерації, залізниця виконує важливу роль щоденного підвезення пасажирів до місць роботи і навчання у Щецині, до портів тощо.